# Comitato ospedale senza dolore
Il Comitato ospedale senza dolore (COSD) è una struttura presente nelle strutture sanitarie italiane avente lo scopo di promuovere la terapia del dolore, programmando interventi indirizzati al miglioramento del processo assistenziale.
Le linee guida inerenti al  progetto “Ospedale senza dolore” sono frutto di un accordo stipulato nel 2001 dal Ministero della sanità, le regioni e le province autonome. È prevista la costituzione in ogni azienda sanitaria di tale comitato,
Il comitato è composto da un referente della direzione sanitaria, da esperti della terapia del dolore, da specialisti coinvolti nel trattamento del dolore post-operatorio e dalle figure professionali abitualmente dedicate agli interventi di controllo del dolore, con particolare riferimento al personale infermieristico. È anche previsto il coinvolgimento di associazioni che si occupano di questo tema.